# (3244) Petronius
(3244) Petronius es un asteroide que forma parte del cinturón de asteroides y fue descubierto por Ingrid van Houten-Groeneveld, Cornelis Johannes van Houten y Tom Gehrels el 24 de septiembre de 1960 desde el observatorio del Monte Palomar, Estados Unidos.

## Designación y nombre
Petronius se designó inicialmente como 4008 P-L.
Posteriormente, en 1990, fue nombrado en honor del escritor romano Petronio.

## Características orbitales
Petronius está situado a una distancia media del Sol de 2,244 ua, pudiendo alejarse hasta 2,611 ua y acercarse hasta 1,877 ua. Su excentricidad es 0,1636 y la inclinación orbital 3,677 grados. Emplea 1228 días en completar una órbita alrededor del Sol.

## Características físicas
La magnitud absoluta de Petronius es 13,9.